# Концертный зал имени М. И. Глинки
Концертный зал им. М. И. Глинки (укр. Концертний зал ім. М. І. Глінки) — концертный зал в Запорожье, в котором размещена Запорожская областная филармония. Находится в конце Соборного проспекта, недалеко от Днепрогэса. Зал носит имя русского композитора XIX века Михаила Глинки.
В здании есть большой концертный зал более чем на 700 мест и камерный зал.

## Проекты
Проект концертного зала с кинотеатром был разработан в 1948 году. Согласно архивным документам, в первоначальном эскизном проекте планировалось строительство кинотеатра на 650 мест. Но позже подготовили новое проектное задание, которое предусматривало проектирование двухзальный театра, рассчитанного на 1200 человек. В пояснительной записке к проектному заданию указаны все три варианта комплекса концертного зала с кинотеатром.
Согласно первому варианту было предложено одноэтажное здание с размещением двух залов на первом этаже. Он был отклонён в связи со слишком большой площадью застройки. Второй вариант предусматривал двухэтажное здание с размещением зала концертов на первом этаже и кинозала на втором. Но и его отклонили по той же причине.
Впоследствии приняли и утвердили третий вариант. Харьковский отдел «Горстройпроекта» и местные организации решили, что сооружение театра на отведённом участке возможно при условии двухэтажного размещения залов друг над другом. В таком случае, считали архитекторы, застройка территории будет компактной, а увеличение высоты здания будет отвечать архитектурным требованиям застройки бывшего проспекта Ленина — главной магистрали города (ныне — проспект Соборный).
Проект предусматривал размещение главного зала на 800 мест на втором и третьем этажах, малого зала на 400 мест — на первом этаже. Такой вариант размещения залов оптимальный, так как обеспечивает «высотное решение» всего комплекса и наименьшую площадь застройки за счет проектирования двухъярусного большого зала.
Залы изолированы и могут быть использованы как кинотеатры, а также как залы для заседаний и эстрадных выступлений. Большой зал специально рассчитан для проведения концертов. Предельное количество исполнителей в большом зале достаточна для исполнения хоровых и оркестровых композиций, кроме сложных симфоний. Среднее количество исполнителей — 65 человек хора и оркестра.
Большой зал, запланирован не для киносеансов, спроектирован по театральными нормами 1943 года — с партером и балконом, сценой, эстрадой и киноэкраном. Введение балкона позволило увеличить количество зрителей и добиться хорошей видимости. Перед эстрадой с двух сторон размещены две осветительные ложи. Оборудование сцены эстрады, согласно проектному заданию, должно состоять из раздвижной антрактной завесы, кулис, рампы, софитов и прожекторов. Освещение помещения — художественно-декоративное.
В малом зале на 400 мест, кроме киносеансов, планировалось проведение лекций, заседаний и камерных концертов. Малый зал с прилегающими помещениями проектировался по нормам для кинотеатров. Залы имеют уникальные акустические возможности. По подсчетам уровень звучания в помещениях большого и малого залов — 27 децибел. В итогах акустической части рабочего проекта киноконцертного зала указано, что в целом проект соответствует требованиям, обеспечивающим нормальные акустические условия как в зале концертов, так и в зале кинотеатра по внутренней акустике и звукоизоляции.
Согласно генплану, участок, отведенный для застройки, выходит одной стороной на проспект имени Ленина и имеет площадь 0,8 га. Входы в помещения проектировались с проспекта, выходы в обе стороны — в переулки.
Строительство концертного зала начал трест «Запорожстрой». Все работы завершили в ноябре 1953 года. На строительство было выделено 10 миллионов рублей. В результате построено три зрительных зала: большой концертный (772 места), камерный (120 мест) и малый зал (300 мест), где до начала 1990-х годов размещался кинотеатр «Родина». Путеводитель 1967 г. отмечает в концертном зале 860 мест.
Благодаря документам ЦГНТА Украины можно увидеть все варианты архитектурных решений, размещения самого здания на участке и залов в нём. Проект содержит графические (рабочие чертежи) и текстовые материалы (пояснительные записки к проектному заданию и технического проекта, сметно-финансовые расчеты).

## Строительство

Памятник М. И. Глинке

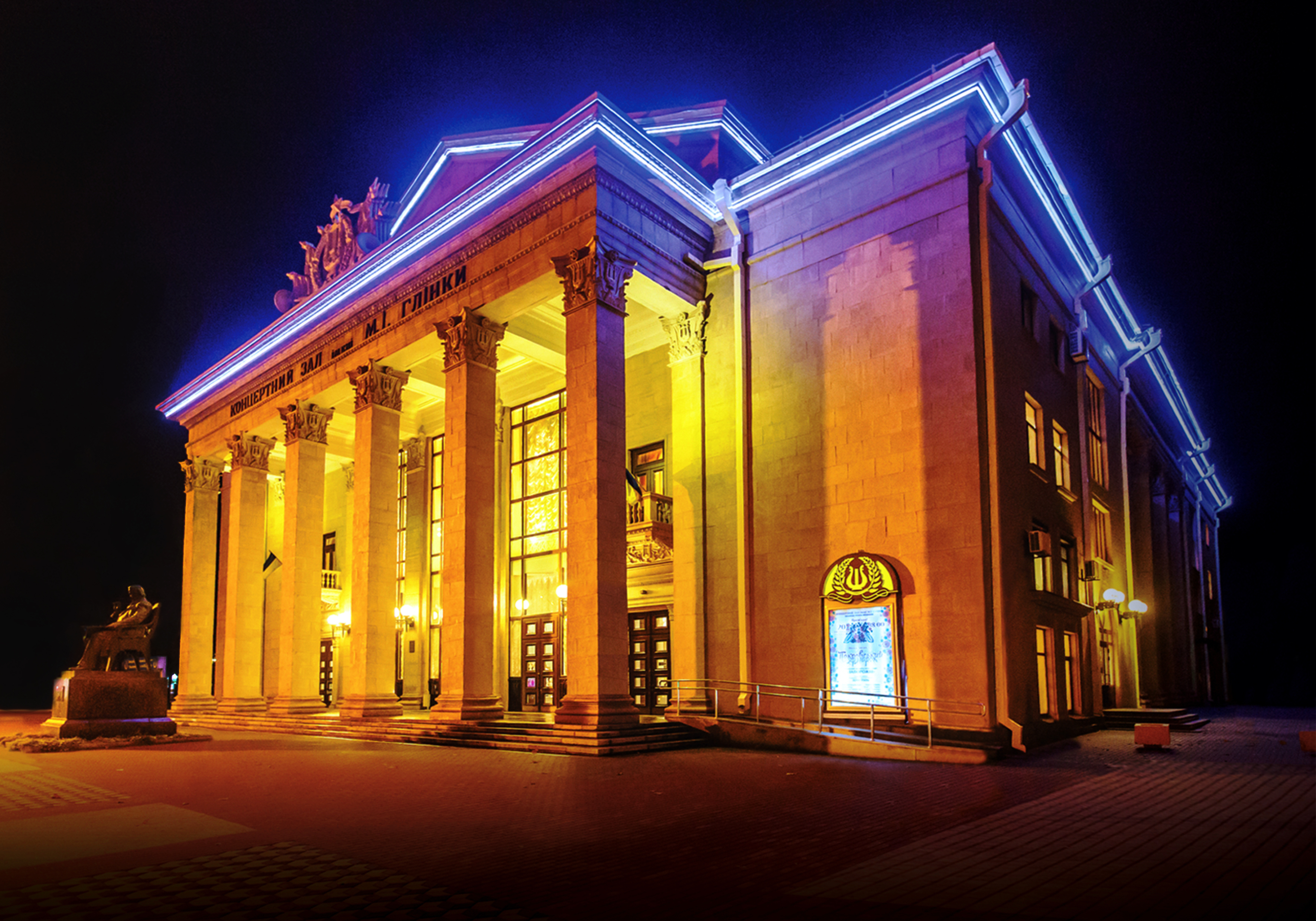
Вечерний вид

В октябре 1951 года Совет министров УССР утвердил план строительства в Запорожье «Дворца металлургов». Заказчик — комбинат «Запорожсталь» — хотел соорудить на центральной улице эффектное праздничное здание.
Зал был построен по проекту архитектора Г. Г. Вегмана при участии инженера В. Шапильского. Г. Вегман к тому времени участвовал в восстановлении 6-го посёлка и в проектировании нового Запорожья.
В областном архиве сохранилась переписка городских властей с руководителем проекта Г. Вегманом. Архитектор предложил расположить здание на Административной площади (где сейчас горисполком). Вегман считал, что здание здесь будет лучше смотреться. Современное месторасположения концертного зала он считал тесноватым для такого нестандартного здания.
Строить здание начал трест «Запорожстрой». Все работы были закончены к ноябрьским праздникам 1953 года. Государственная комиссия приняла работу на «отлично», однако записала в акте нехватку скульптурной фигуры Глинки. К тому времени произошли изменения с заказчиком: комбинат «Запорожсталь» подарил здание городу. В зале располагались филармония с концертным залом и кинотеатр «Родина» с кинозалом.
Перед зданием в 1955 году был установлен памятник М. И. Глинке. Авторы памятника — скульптор А. И. Страхов (Браславский) и В. В. Страхов. Памятник был отлит на ленинградском заводе бронзового художественного литья «Монумент-скульптура».
Реконструкция
В 2012 году зал был реконструирован — была отремонтирована кровля, обновлён фасад.